# Meryem Selloum
Meryem Selloum (12 de junio de 1983) es una deportista francesa que compitió en lucha libre. Ganó dos medallas de bronce en el Campeonato Europeo de Lucha entre los años 2009 y 2010.

## Palmarés internacional
| Campeonato Europeo | Campeonato Europeo | Campeonato Europeo | Campeonato Europeo |
| Año                | Lugar              | Medalla            | Categoría          |
| ------------------ | ------------------ | ------------------ | ------------------ |
| 2009               | Vilna (Lituania)   | Medalla de bronce  | 59 kg              |
| 2010               | Bakú (Azerbaiyán)  | Medalla de bronce  | 59 kg              |